# Theo Heemskerk
Theodorus Heemskerk dit Theo Heemskerk, né le 20 juillet 1852 à Amsterdam et mort le 12 juin 1932 à Utrecht, est un avocat et homme d'État néerlandais, notamment président du Conseil des ministres et ministre de l'Intérieur de 1908 à 1913.

## Biographie
Membre de l'ARP, Theo Heemskerk est le fils de Jan Heemskerk. Le chef fondateur de l'ARP, Abraham Kuyper, n'apprécie pas Theo Heemskerk ; à l'encontre de la volonté de Kuyper, Heemskerk devient président du Conseil. Déjà auparavant, Heemskerk refuse d'être ministre sous Kuyper.
Dans sa longue carrière, Theo Heemskerk est également échevin de la commune d'Amsterdam, membre des États provinciaux pour la Hollande-Septentrionale, ministre de la Justice, représentant à la Seconde Chambre et membre du Conseil d'État.
Heemskerk est à l'origine des lois sur la pauvreté et sur la vaccination. Son rôle est prépondérant dans les discussions autour de la protection des frontières et la détention d'armes.

## Source
- (nl) Cet article est partiellement ou en totalité issu de l’article de Wikipédia en néerlandais intitulé « Theo Heemskerk » (voir la liste des auteurs).